# Gonzalo Peláez (zapaśnik)
Gonzalo Gaston Peláez (ur. 16 października 1972) – argentyński  zapaśnik walczący w obu stylach. Brązowy medalista mistrzostw panamerykańskich w 1994 i 2001. Wygrał igrzyska Ameryki Południowej w 1994 i trzeci w 1998. Mistrz Ameryki Południowej w 1993 roku.